# Сабирабад
Сабира́бад (азерб. Sabirabad) — город и административный центр Сабирабадского района Азербайджана.

## География
Сабирабад — при́стань на правом берегу Куры (при впадении в неё Аракса). Близ города в районе села Суговушан Аракс сливается с Курой.
Распространены антропогенные отложения. Климат относится к умеренно теплому, полупустынному и сухому пустынному климату. В основном распространены серо-травянистые почвы. В этом районе преобладают полупустынные растения. Также пустынные растения распространены в некоторых районах. Они найдены в засоленных почвах пустынных участков. В полупустынном регионе широко распространены полынь и эфемерные полупустыни. Большие площади Йовшанской полупустынной зоны используются для посева хлопчатника и зерновых культур.

## История

### Джавад
Рядом с современным Сабирабадом на левом берегу Куры располагается село Джавад, в XVIII веке — центр Джавадского ханства.
Джавад являлся одним из главных пунктов на торговом пути между Европой и Востоком. Джавад был большим поселением в XVII—XVIII веках. Путешественники Эвлия Челеби, И.Леркс, И.Гарберк, наряду с другими достопримечательностями Ширвана, также описывали «ткани» и ткачей, которые производили шелковые ткани, ковры и другие вещи. Граф Валериан Зубов разбил лагерь возле Джавада 21 ноября 1795 года, когда он прибыл в Азербайджан с царскими силами. Суда, прибывающие из Астрахани, освобождали здесь свой груз. Они хотели использовать этот город в качестве контактного пункта с Грузией, Гянджой, Баку, Сальяном, Шамахой и с Ираном. В эпоху царской России Джавад был крупным уездным центром.

### Сабирабад
История города Сабирабад начинается с 1868 года. Здесь начало действовать чрезвычайное правительство, были выделены площади для строительства административных зданий и начались работы. В районе между древними селами Суговушан и Галагайин на Куре и Аразе проводили традиционный еженедельный рынок. Первое двухэтажное здание и православная церковь из кирпича были построены в 1868 году.
Чтобы быстрее возродить Джавад и привлечь православных, было решено построить в Джаваде православный храм, и военный губернатор Баку генерал-лейтенант Н. Н. Колюбакин 4 декабря 1870 года обратился за разрешением к грузинскому экзарху архиепископу Евсевию. построить храм. После получения согласия экзарха, а также губернатора Кавказа великого князя Михаил Николаевича строительство началось. 26 февраля 1871 года был заложен первый камень храма в честь святых апостолов Петра и Павла. По расчетам архитектора Чижова, на строительство церкви из казны было выделено 11 587 рублей. Автором проекта церкви был государственный инженер А. И. Бардин, строительство велось под его руководством.
По храму и было названо село Петропавловка.
В 1887 году переселились украинцы. В 1887 году, когда украинские жители были переселены в Мугань, в этом поселении было расселено 26 семей, а деревня называлась Петропавловка. В 1901 году здесь было 87 ферм.
В начале XX века село стало развиваться и 8 августа 1930 года Петропавловка стала районным центром. 1 июля 1932 года Петропавловка была переименована в Сабирабад, в честь поэта Мирзы Алекпера Сабира. В ноябре 1952 года село получило статус посёлка, а 4 декабря 1959 года — статус города.

## Население
По всесоюзной переписи населения 1989 года в Сабирабаде проживало 18 612 человек.

## Экономика
Реализуется проект по производству средств защиты растений и агрохимикатов.

## Культура
Памятник архитектуры, известный как Старый Хамам, расположен на улице Физули, 27. Здание было построено в 1901 году. В настоящее время оно охраняется как исторический памятник архитектуры и нуждается в капитальном ремонте. Памятник, известный как «Мечеть Шамахи», был построен в 1903 году жителями Шамахи, которые переехали в Сабирабад после землетрясения в Шамахе.

## Спорт
Управление молодежи и спорта Сабирабадского района работает с 1994 года. С момента своего создания руководство объединило все спортивные организации. Сабирабадский олимпийский спортивный комплекс был сдан в эксплуатацию в 2008 году по инициативе президента Ильхама Алиева. Ввод в эксплуатацию Сабирабадского ОСК внес большой вклад в развитие Сабирабадского района. В настоящее время в Сабирабадском олимпийском спортивном комплексе проводятся тренировки по вольной борьбе, боксу, мини-футболу, каратэ, тренажерам, настольному теннису, плаванию и легкой атлетике.
В городе действует футбольный клуб Иншаатчи.

## Известные люди
- Лютфияр Иманов (1928—2008) — оперный певец, народный артист СССР (1977)
- Зульфугар Мусаев — председатель Государственного комитета гидрометеорологии Азербайджанской Республики, депутат Верховного Совета АР.
- Эльвин Алиев — азербайджанский футболист.
- Панах Гусейнов (1957)- премьер министр Азербаджана (1992-й г.), депутат Милли Меджлиса (2005-2010)
- Арис Эюбов (1979)- многократный чемпион мира и Европы по пауэрлифтингу
- Асиф Абдуллаев (1933-1991) - профессор -педиатр. Автор многих научных работ и монограмм.

## Галерея
- Мечеть Гейдара
- Парк Гейдара
- Школа Мирзы Алекпер Сабир
- Сабирский сад
- Дорога к рынку
- Сабирский сад
- Коммуникационный узел
- Ночь. Статуя М. А. Сабира
- Ночь
- Молодежный центр